# Spinicrus camelus
Spinicrus camelus is een hooiwagen uit de familie Monoscutidae.